# Under the Shadow
Pour plus de détails, voir Fiche technique et Distribution.
Under the Shadow est un film réalisé par Babak Anvari, sorti en 2016.

## Fiche technique
- Titre : Under the Shadow
- Réalisation : Babak Anvari
- Scénario : Babak Anvari
- Pays d'origine :  Iran -  Royaume-Uni -  Qatar -  Jordanie
- Genre : horreur
- Date de sortie :
  -  Suisse : 4 juillet 2016 (Festival international du film fantastique de Neuchâtel 2016)

## Distribution
- Narges Rashidi : Shideh
- Avin Manshadi : Dorsa
- Bobby Naderi : Iraj
- Arash Marandi : Dr. Reza
- Aram Ghasemy : Mme. Ebrahimi

## Récompenses
- Nomination au BAFTA du meilleur film britannique en 2017.